# Михаіл Гечев
Михаіл Гечев (рум. Mihail Ghecev; нар. 5 листопада 1997, Леова, Молдова) — молдовський футболіст, півзахисник «Минаю».

## Клубна кар'єра
Дорослу футбольну кар'єру розпочав у «Сфинтул Георге», у футболці якого дебютував 9 липня 2017 року в програному (0:1) поєдинку Національного дивізіону Молдови проти кишинівської «Дачії». Михаіл вийшов на поле на 55-ій хвилині, замінивши Сергіу Істраті. Дебютним голом у дорослому футболі відзначився 29 вересня 2017 року на 41-ій хвилині переможного (2:1) виїзного поєдинку 12-го туру Національного дивізіону проти «Петрокуба». Михаіл вийшов на поле в стартовому складі, а на 55-ій хвилині його замінив Атрем Забун. У команді відіграв два сезони. З серпня по жовтень 2018 року виступав в оренді за «Петрокуб».
На початку березня 2019 року приєднався до «Шерифа». Проте в команді відіграв лише сезон 2019 року, в якому провів 7 матчів (2 голи) в Національному дивізіоні. Потім знову виступав за «Сфинтул Георге», але вже в статусі орендованого гравця. З лютого по березень 2021 року перебував у заявці юрмальського «Ноа», але за латвійський клуб не зіграв жодного офіційного матчу.
17 липня 2021 року перейшов у «Верес». У футболці рівненського клубу дебютував 24 липня 2021 року в нічийному (0:0) домашньому поєдинку 1-го туру Прем'єр-ліги проти ковалівського «Колоса». Гечев вийшов на поле на 89-ій хвилині, замінивши Геннадія Пасіча. 13 березня 2022 року на правах оренди повернувся до «Сфинтул Георге».
| Команда          | Сезон   | Турнір                |    |   |
| ---------------- | ------- | --------------------- | -- | - |
| «Сфинтул Георге» | 2017    | Національний дивізіон | 15 | 1 |
| «Сфинтул Георге» | 2018    | Національний дивізіон | 12 | 0 |
| «Петрокуб»       | 2018    | Національний дивізіон | 9  | 1 |
| «Шериф»          | 2019    | Національний дивізіон | 7  | 2 |
| «Сфинтул Георге» | 2020-21 | Національний дивізіон | 20 | 6 |
| «Верес»          | 2021-22 | Прем'єр-ліга          | 11 | 0 |
| «Сфинтул Георге» | 2021-22 | Національний дивізіон | 8  | 0 |

## Кар'єра в збірній
У футболці національної збірної Молдови дебютував 10 вересня 2019 року в програному (0:4) поєдинку кваліфікації чемпіонату Європи 2020 року проти Туреччини. Михаіл вийшов на поле на 81-ій хвилині, замінивши Артура Йоніце.

## Досягнення

### Клубні
«Сфинтул Георге»
- Кубок Молдови
  -  Володар (1): 2020/21

- Кубок Федерації
  -  Володар (1): 2020

- Суперкубок Молдови
  -  Володар (1): 2021

«Шериф»
- Національний дивізіон Молдови
  -  Чемпіон (1): 2019

- Кубок Молдови
  -  Володар (1): 2018/19